# Coleophora aegra
Coleophora aegra é uma espécie de mariposa do gênero Coleophora pertencente à família Coleophoridae.